# Пембертон (Минесота)
Пембертон (енгл. Pemberton) град је у америчкој савезној држави Минесота.

## Демографија
По попису из 2010. године број становника је 247, што је 1 (0,4%) становника више него 2000. године.
| Група             | 2000.       | 2010.       |
| Белци             | 244 (99,2%) | 237 (96,0%) |
| Афроамериканци    | 0 (0,0%)    | 0 (0,0%)    |
| Азијати           | 0 (0,0%)    | 1 (0,4%)    |
| Хиспаноамериканци | 0 (0,0%)    | 8 (3,2%)    |
| Укупно            | 246         | 247         |